# Associazione Calcio Nardò 1968-1969
Questa voce raccoglie le informazioni riguardanti l'Associazione Calcio Nardò nelle competizioni ufficiali della stagione 1968-1969.

## Rosa
| N. |                        | Ruolo | Calciatore           |
| -- | ---------------------- | ----- | -------------------- |
|    | Italia (bandiera)      | D     | Alessandro Aldinucci |
|    | Italia (bandiera)      | C     | Luciano Alpini       |
|    | Italia (bandiera)      | A     | Paolo Bernasconi     |
|    | Italia (bandiera)      | A     | Sergio Bettini       |
|    | Italia (bandiera)      | A     | Giovanni De Vito     |
|    | Italia (bandiera)      | C     | Luigi Donadello      |
|    | Italia (bandiera)      | A     | Giannini             |
|    | Italia (bandiera)      | A     | Giuliano Gilioli     |
|    | Italia (bandiera)      | A     | Salvatore Gualtieri  |
|    | Italia (bandiera)      | A     | Guaresi              |
|    | Stati Uniti (bandiera) | C     | William Horton       |

| N. |                   | Ruolo | Calciatore       |
| -- | ----------------- | ----- | ---------------- |
|    | Italia (bandiera) | P     | Roberto Leopizzi |
|    | Italia (bandiera) | C     | Paolo Luise      |
|    | Italia (bandiera) | A     | Mario Menotti    |
|    | Italia (bandiera) | P     | Aldo Panico      |
|    | Italia (bandiera) |       | Pedone           |
|    | Italia (bandiera) |       | Petrelli         |
|    | Italia (bandiera) | P     | Piero Pistolesi  |
|    | Italia (bandiera) | C     | Biagio Savarese  |
|    | Italia (bandiera) | D     | Nicola Ulivo     |
|    | Italia (bandiera) | C     | Edoardo Zaggia   |
|    | Italia (bandiera) |       | Zamboni          |